# Lijst van rijksmonumenten in Woudsend
De plaats Woudsend (Wâldsein) telt 25 inschrijvingen in het rijksmonumentenregister. Hieronder een overzicht. 
| Object | Oorspronkelijke functie?  | Bouwjaar                                                                           | Architect                               | Locatie                    | Coördinaten?                  | Nr.?   | Afbeelding |
| --- | ------------------------- | ---------------------------------------------------------------------------------- | --------------------------------------- | -------------------------- | ----------------------------- | ------ | --- |
| De Karmel (Hervormde kerk) | Kerk en kerkonderdeel     | 1837                                                                               | A.D. Duif                               | Ald Tsjerkhof 2            | 52° 56' 32" NB, 5° 37' 40" OL | 39824  | Meer afbeeldingen |
| Eenvoudig pandje onder zadeldak met vlechtingen in de topgevel                                                                           | Woonhuis                  |                                                                                    |                                         | Ald Wyk 3                  | 52° 56' 33" NB, 5° 37' 45" OL | 39825  | Meer afbeeldingen |
| Twee panden onder zadeldak tegen puntgevel, waarvan Nije Buorren 12 met vlechtingen en aanzetlijstje                                     | Woonhuis                  | 1761                                                                               |                                         | Ald Wyk 10 Nije Buorren 12 | 52° 56' 32" NB, 5° 37' 44" OL | 39826  | Twee panden onder zadeldak tegen puntgevel, waarvan Nije Buorren 12 met vlechtingen en aanzetlijstje                                |
| Het Molenhuis | Woonhuis                  | 1850-1900                                                                          |                                         | Ald Wyk 16                 | 52° 56' 31" NB, 5° 37' 45" OL | 39827  | Molenhuis Het Molenhuis |
| De Jager | Industrie- en poldermolen | verm. 1719 gerest. in 1975, 1994 en 2009                                           |                                         | Ald Wyk 18                 | 52° 56' 30" NB, 5° 37' 46" OL | 39828  | Meer afbeeldingen |
| Woonhuis van vijf traveeën breed met omlijste ingang onder schilddak met dakkapel met fronton en hoekschoorstenen waarop borden          | Woonhuis                  | 1800-1850                                                                          |                                         | Iewal 26                   | 52° 56' 34" NB, 5° 37' 47" OL | 39830  | Meer afbeeldingen |
| Eenvoudig pand onder dwars zadeldak tegen halsgevel met aanzetkrullen, fronton en gevelsteen                                             | Woonhuis                  |                                                                                    |                                         | Iewal 32                   | 52° 56' 34" NB, 5° 37' 46" OL | 39831  | Meer afbeeldingen |
| Kop-romp-boerderij met woonhuis met puntgevel en jonger stalgedeelte                                                                     | Boerderij                 | 1792 1930-1939 (vernieuwing stal)                                                  |                                         | Indijk 13                  | 52° 57' 1" NB, 5° 37' 12" OL  | 39832  | Meer afbeeldingen |
| 't Hege Hûs (vormt een geheel met nr. 3)                                                                                                 | Woonhuis                  |                                                                                    |                                         | Midstrjitte 1              | 52° 56' 41" NB, 5° 37' 48" OL | 39833  | Hege Hus 't Hege Hûs (vormt een geheel met nr. 3)                                                                                   |
| 't Hege Hûs (vormt een geheel met nr. 1)                                                                                                 | Woonhuis                  |                                                                                    |                                         | Midstrjitte 3              | 52° 56' 41" NB, 5° 37' 48" OL | 39834  | Upload foto |
| Pand onder zadeldak tegen brede puntgevel met vlechtingen en zolderlichtkozijnen                                                         | Woonhuis                  | 1741                                                                               |                                         | Midstrjitte 17             | 52° 56' 40" NB, 5° 37' 47" OL | 39835  | Pand onder zadeldak tegen brede puntgevel met vlechtingen en zolderlichtkozijnen                                                    |
| Pand onder zadeldak tegen puntgevel met vlechtingen langs de zijden                                                                      | Woonhuis                  | 1844                                                                               |                                         | Midstrjitte 27             | 52° 56' 39" NB, 5° 37' 46" OL | 39836  | Pand onder zadeldak tegen puntgevel met vlechtingen langs de zijden                                                                 |
| Woning onder zadeldak tegen topgevel met omlijste ingang en vensters en met vlechtingen langs de zijden en opgaand van aanzettreden      | Werk-woonhuis             | 1805 (pui)                                                                         |                                         | Midstrjitte 63             | 52° 56' 36" NB, 5° 37' 44" OL | 39837  | Woning onder zadeldak tegen topgevel met omlijste ingang en vensters en met vlechtingen langs de zijden en opgaand van aanzettreden |
| Woning onder zadeldak tegen topgevel met vlechtingen langs de zijden en aanzetlijstje                                                    | Woonhuis                  | 17e/18e eeuw                                                                       |                                         | Midstrjitte 73             | 52° 56' 35" NB, 5° 37' 44" OL | 39838  | Woning onder zadeldak tegen topgevel met vlechtingen langs de zijden en aanzetlijstje                                               |
| Pand onder zadeldak tegen achtertopgevel met vlechtingen langs de zijden                                                                 | Woonhuis                  | 1742                                                                               |                                         | Midstrjitte 93             | 52° 56' 34" NB, 5° 37' 43" OL | 39839  | Pand onder zadeldak tegen achtertopgevel met vlechtingen langs de zijden                                                            |
| De Drie Lantaarntjes | Woonhuis                  | 1648                                                                               |                                         | Midstrjitte 93a            | 52° 56' 33" NB, 5° 37' 43" OL | 39840  | Drie Lantaarntjes De Drie Lantaarntjes                                                                                              |
| 't Witte Huis | Woonhuis                  |                                                                                    |                                         | Midstrjitte 97             | 52° 56' 33" NB, 5° 37' 43" OL | 39841  | Witte Huis 't Witte Huis |
| Pand onder zadeldak tegen puntgevel met vlechtingen langs de zijden en aanzettreden                                                      | Woonhuis                  | 1758                                                                               |                                         | Midstrjitte 6              | 52° 56' 40" NB, 5° 37' 46" OL | 39842  | Pand onder zadeldak tegen puntgevel met vlechtingen langs de zijden en aanzettreden                                                 |
| Pand onder zadeldak tegen puntgevel met vlechtingen langs de zijden en aanzetlijsten waaronder jaartalbinten                             | Woonhuis                  | 1805 (pui) 1800-1850 (deur en bovenlicht)                                          |                                         | Midstrjitte 16             | 52° 56' 39" NB, 5° 37' 45" OL | 39843  | Pand onder zadeldak tegen puntgevel met vlechtingen langs de zijden en aanzetlijsten waaronder jaartalbinten                        |
| Pand onder zadeldak tegen topgevel met vlechtingen langs de zijden op aanzetlijsten en forse topschoorsteen waarop bord                  | Woonhuis                  |                                                                                    |                                         | Midstrjitte 20             | 52° 56' 38" NB, 5° 37' 45" OL | 39844  | Pand onder zadeldak tegen topgevel met vlechtingen langs de zijden op aanzetlijsten en forse topschoorsteen waarop bord             |
| Pand onder zadeldak tegen puntgevel met vlechtingen langs de zijden en aan de achterzijde onder schilddak waarboven schoorsteen met bord | Woonhuis                  |                                                                                    |                                         | Midstrjitte 66             | 52° 56' 33" NB, 5° 37' 42" OL | 39845  | Meer afbeeldingen |
| 't Lam | Industrie- en poldermolen | voor 1698 1915 (herstel) 1948 (rest.) 1970-'71 (rest.) 1993 (herstel) 2000 (rest.) |                                         | Molestrjitte 4             | 52° 56' 36" NB, 5° 37' 37" OL | 39846  | Meer afbeeldingen |
| Sint-Michaëlkerk | Kerk en kerkonderdeel     | 1792 1933 (toren) 1985 (rest.)                                                     | mog. A. Bruinsma H. van der Bijl (1933) | Merkstrjitte               | 52° 56' 36" NB, 5° 37' 42" OL | 506129 | Meer afbeeldingen |
| voorm. R.K. Sint-Bonifatiusschool | Onderwijs en wetenschap   | 1923                                                                               |                                         | Midstrjitte 45             | 52° 56' 38" NB, 5° 37' 48" OL | 515159 | Sint-Bonifatiusschool voorm. R.K. Sint-Bonifatiusschool                                                                             |
| voorm. R.K. Sint-Bonifatiusschool, muur met toegangshek                                                                                  | Erfscheiding              | 1923                                                                               |                                         | bij Midstrjitte 45         | 52° 56' 38" NB, 5° 37' 48" OL | 515160 | Upload foto |